# (4649) Sumoto
(4649) Sumoto ist ein Asteroid des Hauptgürtels, der am 20. Dezember 1936 von der französischen Astronomin Marguerite Laugier in Nizza entdeckt wurde.
Der Name des Asteroiden ist von der japanischen Stadt Sumoto abgeleitet.